# Frog Bikes
Frog Bikes est un fabricant de vélos britannique. La marque s'est spécialisé dans la production de vélos pour les enfants âgés de 1 à 14 ans, notamment des draisiennes. L'entreprise familiale utilisent le slogan « le vélo léger pour enfants ». Elle a été créée par Jerry Lawson et son épouse Shelley Lawson en 2013, avec leur siège social à Ascot et leur propre usine basée à Pontypool, dans le sud du Pays de Galles.
Frog Bikes commence à fabriquer ses vélos au Royaume-Uni en 2016, en retirant la production de Chine pour améliorer les délais et la qualité,. L'entreprise reçoit alors le soutien et le financement du gouvernement gallois et a reçoit le Queens Award for Enterprise.
En 2018, Frog Bikes remporte le prix du fabricant de l'année aux prix « Made in the UK ».

## Réception
Le Frog 52 a été répertorié par Wired Magazine comme le meilleur vélo pour enfants en termes de « valeur globale » dans un article paru en 2018 qui commentait leur réputation de « vélos de démarrage de qualité à tout faire ».
Le prince Louis a roulé sur un vélo Frog Bikes à 200 £ de couleur rouge pour se rendre à la crèche le premier jour d'avril 2021,.

## Gamme Frog Bikes
- Draisiennes pour les jeunes enfants
- Vélos junior pour faire la transition de la draisienne au vélo à pédale
- VTC, des vélos polyvalents pour enfants
- Vélos de ville, confortables pour faire la navette ou explorer
- VTT pour enfants
- Vélos de route pour la compétition junior sur route ou en cyclo-cross
- Vélos de piste à pignon fixe pour les pistes intérieures ou en herbe
- Tour de France, un modèle en édition limitée qui permet à l'enfant de pédaler comme un champion.

## Prix et distinctions
- Queens Award for Enterprise 2016
- Reddot Award 2018
- Insider Made in Wales 2022
- Creative Play Awards 2022 et 2023
- King's Awards for Enterprise 2023
- Torfaen & Monmouthshire Business Awards 2023
- National Business Awards UK